# Cospirazione

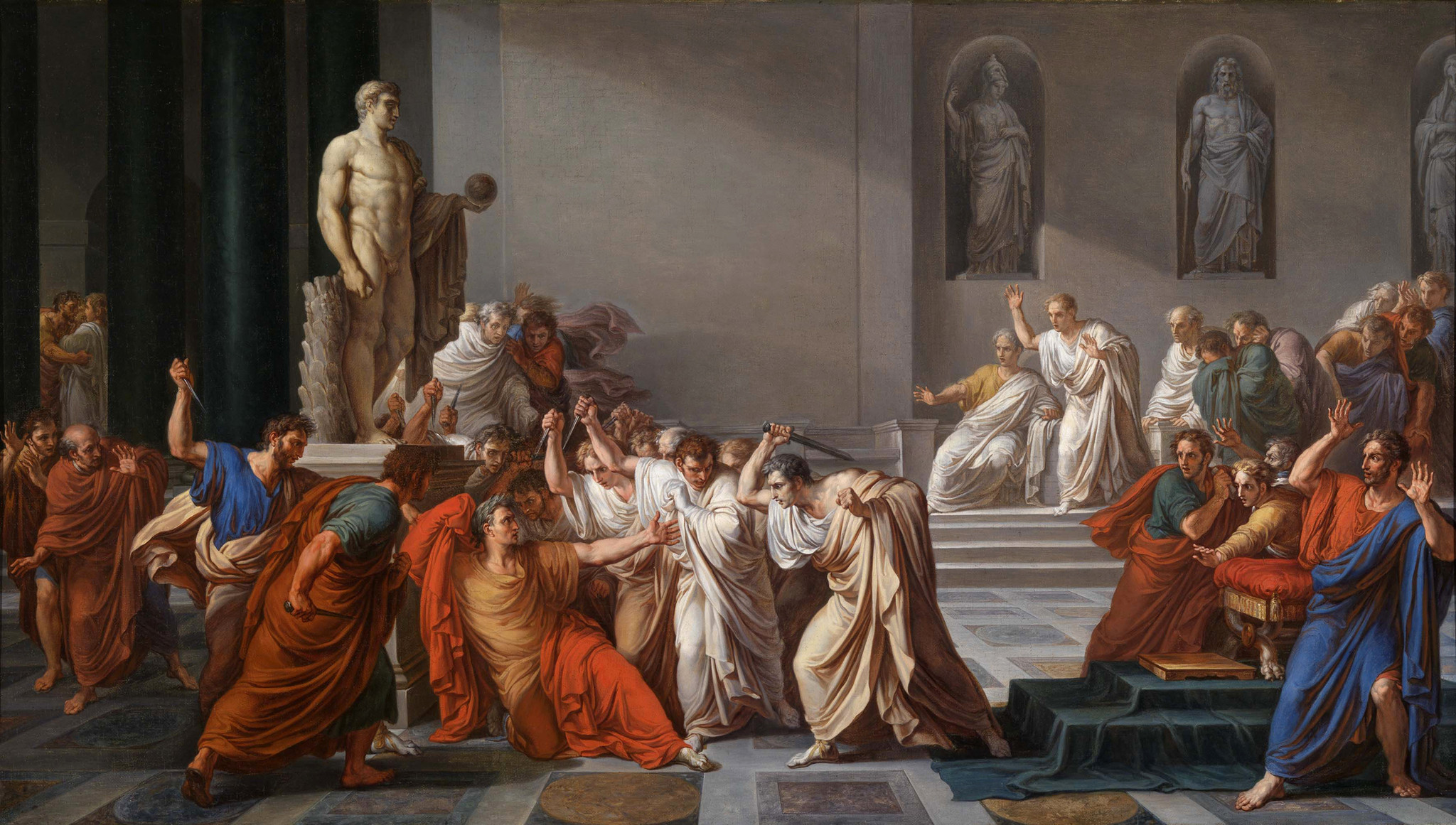
Morte di Giulio Cesare, di Vincenzo Camuccini (1804-1805)

Una cospirazione (anche complotto o congiura) è un'azione condotta da più persone, mediante un accordo segreto, mirante ad alterare o sovvertire una situazione sociale consolidata. Benché nella storia dell'umanità siano ricordate anche cospirazioni di tipo economico ovvero congiure interne a formazioni sociali non statuali, la cospirazione politica è foriera degli sviluppi più dirompenti o potenzialmente duraturi: essa è instaurata per modificare, sovvertire, cambiare radicalmente, a volte con uso di mezzi violenti e coercitivi, un regime, uno stato, una forma di governo, una situazione politica o di altro tipo.

## Etimologia
La parola cospirazione deriva dal latino cum spirare (respirare con), per metonimia "essere animati dal medesimo afflato", per indicare un accordo profondo, intellettuale e sentimentale, in direzione del conseguimento dell'obiettivo prefissato. La relativa condotta è conosciuta anche come complotto o congiura (dal latino: cum iurare: giurare insieme) e si è inizialmente affermata, nella storia, per deporre un re o un dittatore; si considera come una cospirazione politica, nei tempi moderni, quella volta a rovesciare governi (e che, a seconda dei mezzi e degli esiti, possono sfociare in sommosse, in colpi di Stato o in rivoluzioni).

## Finalità e differenze
Il fine della cospirazione può coincidere con la rimozione di un singolo da una posizione di potere, ovvero propugnare la sostituzione di un gruppo, di un ceto o di una classe sociale, alterando la forma di Stato o di governo. Quanto ai suoi sviluppi, il segreto che ne caratterizza la pianificazione può produrre impatti operativi più limitati o può sfociare in una vera e propria insurrezione; in quest'ultimo caso si parla di cospirazione con finalità eversive.
In senso lato si possono ricomprendere nella definizione moti quali la carboneria che hanno adottato tali metodologie per proteggersi dalle attività delle polizie politiche mentre operavano per la liberazione dagli stati dispotici, per l'unità d'Italia. Nel caso della lotta di liberazione delle zone occupate dall'esercito tedesco in collaborazione con il governo fascista della Repubblica Sociale Italiana, invece, si trattava di insurrezioni in cui mancava l'elemento cospirativo, trattandosi di contestazione in campo aperto della legittimità del governo di occupazione.

## Caratteristiche
Molte delle caratteristiche dell'attività di cospirazione ovvero:
- segretezza;
- numero chiuso o controllato di partecipanti;
- pianificazione di azioni dimostrative o insurrezionali.

Ad esse fanno ricorso anche i movimenti patriottici insurrezionali o di liberazione nazionale. Tutti i partecipanti alle attività di cospirazione volte al cambiamento di situazioni insostenibili o alla liberazione degli stati nazionali hanno subito, a volte anche eroicamente resistito, alle iniziative di contrasto di stati totalitari e dispotici subendone personalmente e coscientemente le conseguenze fino al dono della propria vita in difesa degli ideali comuni nei quali credevano.

## Il contrasto
Gli stati temono le cospirazioni e cercano di difendersi con attività investigative e con leggi più o meno restrittive.
Per proteggersi dalle cospirazioni gli stati attivano servizi di polizia politica che opera con mezzi quali: l'indagine personale, l'infiltrazione di falsi adepti, gli arresti.

### Attività di polizia
Per contrastare le cospirazioni, vere o presunte, le polizie politiche a ciò incaricate, con l'intento di prevenirne la diffusione e nella difficoltà di applicare norme di legge ordinarie, a volte sono tentate o spinte ad usare metodi illegittimi o, addirittura, criminali.
Si opera in modo che gli infiltrati diventino agenti provocatori, le indagini personali siano trasformate in vessazioni continue o in informative costruite ad arte. Si pongono in essere altri strumenti quali:
- la corruzione (con fondi occulti o segreti),
- il finanziamento di gruppi di contrasto interni o alternativi,
- l'arresto preventivo.

### Legislazione dedicata
La cospirazione, per la sua natura inizialmente di mera pianificazione, è di difficile definizione alla luce del principio Cogitationis poenam nemo patitur; in questa fase la perseguibilità delle ideologie, anche se contrarie all'ordine costituito, è assai difficoltosa attraverso leggi ordinarie in uno Stato attento alla tutela delle libertà personali. Diversamente, sono maggiormente perseguibili le azioni che potrebbero avere origine dall'attività di cospirazione: anche in questi casi, tuttavia, la difesa dello Stato - anche in alcuni ordinamenti democratici - fa parlare di processo politico quando il trattamento degli imputati registra una diversità di trattamento rispetto a chi dovesse compiere i medesimi fatti senza un intento cospirativo.
I mezzi prescelti per fronteggiare l'attività derivante da cospirazione possono essere diversi, tanto più che il diritto penale autorizza un arretramento del momento iniziale della persecuzione penale, mediante i reati di attentato e quelli associativi, anche nei confronti di criminali comuni (es. mafia). Quando le esigenze della persecuzione giudiziaria registra una distonia tra gli ordinamenti di diversi Stati, la qualificazione del fatto come reato politico può aiutare l'imputato ad evitare l'estradizione (come avvenne nel caso della dottrina Mitterrand).
Resta, però, nei fatti, più aleatoria la persecuzione dei mandanti di azioni penalmente rilevanti originatesi da attività di cospirazione quando la segretezza, che ne è una caratteristica peculiare, non riesce ad essere penetrata dalle attività di investigazione.
In alcuni casi si assiste ad un crescendo di iniziative di contrasto fino alla promulgazione di leggi speciali e alla istituzione anche di tribunali speciali. Questo sottrae ai probabili partecipanti alle attività di cospirazione la possibilità di difendersi adeguatamente e autorizza l'impiego di metodi che possono diventare cruenti.
In questi casi si assiste, quasi sempre, al diffondersi di:
- arresti senza adeguate motivazioni
- interrogatori senza garanzie
- detenzione in luoghi di confino
- pressioni psicologiche, fisiche
- torture.

Facilmente si cade, in queste situazioni, negli incidenti con ferimenti e decessi, negli omicidi per eccesso di utilizzo di metodi e di elementi violenti, o negli omicidi pianificati. Ultima e tragica fase è la repressione fisica selettiva o generalizzata di tutti gli oppositori.

## Storia

### Età antica
La più famosa esemplificazione, sul tema, è contenuta nel "capitolo 6 del libro III dei Discorsi sulla prima Deca di Tito Livio. È questo il capitolo più lungo dell’opera, quasi un trattatello autonomo, di ampio impianto e denso tessuto narrativo e analitico. Esso è sostenuto da una vasta esemplificazione storica per così dire recente, che dagli agitati tempi del duca di Atene, passando per le grandi cospirazioni ordite nel tardo ’400 contro i Medici, gli Sforza e gli Aragona, ci conduce fino ad anni ed eventi che Machiavelli ha vissuto: alla «congiura di Arezzo» del 1502; alla trama ordita a Ferrara, contro Alfonso d’Este, nel 1506; al tentativo compiuto da Giulio Bellanti contro Pandolfo Petrucci a Siena nel 1508. Ricchissima anche l’esemplificazione classica: in nessun capitolo dei Discorsi, infatti, il ventaglio delle fonti usate è più ampio e più vario. Accanto alle fonti machiavelliane usuali, qui tutte presenti, da Livio a Tacito e, come è ovvio in materia di congiure, da Plutarco a Sallustio, ne compaiono altre, più raramente o mai impiegate altrove: Giustino, Giovenale, Erodiano, Curzio Rufo, Erodoto".

### Età medievale e moderna
Si dà qui un breve elenco delle più note cospirazioni avvenute nel Medioevo o nei secoli immediatamente successivi:
- Congiura dei Pazzi
- Congiura delle polveri
- Congiura del Tiepolo
- Congiura degli Eguali[4]
- Congiura dei baroni
- Congiura dell'harem
- Congiura di Gianluigi Fieschi
- Congiura della Magione
- Congiura dei De Marini.

### Età contemporanea
La presunta lista delle cospirazioni dei presidenti americani nel XX secolo è stata trattata in modo ampio dalla letteratura; le ultime vittime furono i fratelli Kennedy. Ma furono assassinati nell'ambito di cospirazioni anche famosi attivisti politici per i diritti umani, come Malcolm X e Martin Luther King.
All'inizio del XXI secolo emozioni hanno suscitato gli attacchi dell'11 settembre 2001, l'attentato a Pim Fortuyn nei Paesi Bassi avvenuto il 6 maggio 2002, a nove giorni dalle elezioni politiche, gli attentati dell'11 marzo 2004 a Madrid, che avvennero tre giorni prima delle elezioni, e gli attentati di Londra del 2005 mentre si stava tenendo il 31° vertice del G8, il giorno dopo la scelta di Londra come sede delle Olimpiadi del 2012. Come s'è detto, però, il produrre emozioni o panico è caratteristica non univoca delle cospirazioni, condividendola esse con i diversi fenomeni del terrorismo o degli attentati; semmai, può essere cospirativo il tentativo di agevolare questi fenomeni (persino ad insaputa dei loro spessi autori materiali) o comunque di strumentalizzarli, per produrre una reazione istituzionale forte, di scardinamento delle istituzioni democratiche, come potrebbe essere stato il caso della cosiddetta strategia della tensione.

### Stati Uniti d'America
Già nel Common law, secondo Edward Coke, la cospirazione era un rimedio legale contro false accuse e procedimenti giudiziari originati da "un accordo tra due o più persone per fare appello o incriminare un uomo innocente in modo falso e malizioso, quando per il reato, che risulta dalla loro accusa, in seguito la parte è lecitamente assolta".
La cospirazione è stata definita negli Stati Uniti come un accordo di due o più persone per commettere un crimine o per raggiungere un fine legale attraverso azioni illegali; non è necessario che una cospirazione sia stata pianificata in segreto per soddisfare la definizione del crimine, che non richiede la prova dell'intenzione specifica degli imputati di colpire una persona specifica per stabilire un accordo illegale. Invece, di solito la legge richiede solo che i cospiratori abbiano accettato di intraprendere un certo atto illegale.
Secondo la maggior parte delle leggi statunitensi, affinché una persona sia condannata per cospirazione, non solo deve accettare di commettere un crimine, ma almeno uno dei cospiratori deve commettere un atto palese (actus reus) a sostegno del crimine.
Una caratteristica importante di un'accusa di cospirazione è che allevia i pubblici ministeri della necessità di dimostrare i ruoli particolari dei cospiratori. Se due persone complottano di ucciderne un altro (e questo può essere dimostrato) e la vittima viene effettivamente uccisa a seguito delle azioni di entrambi i cospiratori, non è necessario dimostrare con specificità quale dei cospiratori abbia effettivamente premuto il grilletto. Una condanna per cospirazione richiede la prova che: (a) i cospiratori hanno effettivamente cospirato per commettere il crimine, e (b) il crimine è stato commesso da un individuo coinvolto nella cospirazione.
Tra le leggi federali, vi sono due che contemplano la possibilità di incriminare la cospirazione contro gli Stati Uniti (o cospirazione per frodare gli Stati Uniti: 18 USC  § 371) e la cospirazione per privare un cittadino dei diritti garantiti dalla Costituzione degli Stati Uniti (Title 18, U.S.C., Section 241 – Conspiracy Against Rights).

#### Italia
Subito dopo l'unità gli elementi della cospirazione furono individuati "in un piano d'insurrezione diretto a restaurare, con la via del Brigantaggio, il trono" dei Borboni.
Nell'Italia contemporanea si è parlato di cospirazioni in riferimento all'omicidio di Aldo Moro e gli omicidi di tanti altri politici, giudici, poliziotti, giornalisti e imprenditori avvenuti durante i cosiddetti "anni di piombo", uno dei periodi critici della guerra fredda, soprattutto per quanto riguarda il contesto europeo.
A parte i vari gruppi terroristici di estrema destra e di estrema sinistra, le organizzazioni cospiratrici di cui si ha certezza sono l'Organizzazione Gladio, il Noto servizio e la loggia massonica P2, coinvolte nella cosiddetta "strategia della tensione", consistita nella divisione, manipolazione e controllo dell'opinione pubblica mediante l'uso di paura, propaganda, disinformazione, manovre psicologiche, agenti provocatori e attentati terroristici compiuti mediante l'utilizzo della tecnica del False flag.
Il movente principale sarebbe stato quello di destabilizzare la situazione politica italiana. In tale ottica, tra i moventi di tale strategia, soprattutto in Italia e nel quadro della guerra fredda, è stato quello di influire sul sistema politico democratico, rendendo instabile la democrazia e ostacolando l'accesso al governo del Partito Comunista Italiano, del Partito Socialista Italiano e in generale delle classi lavoratrici, che all'indomani dell'Autunno caldo avevano migliorato le loro condizioni e rafforzato il loro ruolo nella società italiana. Vi sono molte prove che portarono a scoprire collusi i servizi segreti, italiani e stranieri, di aver un ruolo in tale strategia.
La strategia della tensione avrebbe agito attraverso l'infiltrazione in gruppi terroristici, di modo da spingerli a compiere azioni tali da creare allarme e terrore nell'opinione pubblica. In questo modo si sarebbero giustificate reazioni estreme come l'instaurazione di uno stato di polizia, o si sarebbe destabilizzata la posizione dell'Italia nelle sue alleanze.
Un altro metodo della strategia della tensione era il confezionamento di attentati stragisti congegnati in modo tale da farli apparire ideati ed eseguiti da membri di organizzazioni dell'estrema sinistra, o tramite lo sfruttamento mediatico di attentati effettuati da altri terroristi.
Alex Boschetti e Anna Ciammitti nel loro libro La strage di Bologna che analizza la strage del 2 agosto 1980 e tutti i riscontri delle indagini, compresi i depistaggi attuati da Licio Gelli, considerano i NAR un punto di snodo nella strategia della tensione insieme con la P2 e la CIA per attuare uno spostamento dell'Italia verso destra con un golpe strisciante aiutato da gran parte dei rappresentanti di governo e servizi segreti (in buona parte iscritti alla loggia coperta P2).

## Mitologia
- Nella mitologia classica si ricorda la figura di Fineo, che tramò per rovesciare suo fratello Cefeo e uccidere Perseo, senza però riuscire in tali intenti. Cefeo e Fineo regnarono insieme sull'Etiopia per diversi anni, fino al momento in cui Perseo liberò Andromeda, figlia del primo, da un mostro marino. Cefeo allora assegnò Andromeda in sposa a Perseo, dopo aver estromesso dal potere Fineo, che codardamente non aveva voluto affrontare il mostro nonostante fosse fidanzato della ragazza. Costretto a fuggire con gli Etiopi a lui fedeli, Fineo attuò una cospirazione alla quale aderirono anche numerosi guerrieri provenienti dall'Oriente; tra essi c'erano il caucasico Abaride, suo grande amico, e il bellissimo giovinetto indiano Ati. Arrivò così a contare sull'appoggio di diverse centinaia di seguaci. Il gruppo fece irruzione armata nella reggia proprio durante il pranzo nuziale di Perseo, che dopo aver ucciso in vari modi Ati, Abaride e altri pietrificò i nemici ancora in vita, compreso Fineo, tramite la testa di Medusa.

- Una cospirazione mitologica coronata invece da successo fu quella ai danni del tiranno etrusco Mezenzio, che dovette lasciare insieme al figlio Lauso la sua città, Cere, dopo che diversi sudditi, guidati dal giovane aristocratico Asture, invasero la reggia. I cospiratori avevano ottenuto l'appoggio dei re delle altre città etrusche.